# 松川橋 (山形県)
松川橋（まつかわばし）は、山形県にある最上川に架かる道路橋である。
最上川に架かる橋で、松川橋の名称のものは2つ存在する。また、鉄道橋として松川橋梁も存在する。

## 松川橋 (米沢市)
松川橋は、山形県米沢市にある最上川に架かる橋である。米沢市の花沢町、駅前地区と桜木町を結ぶ。歴史は古く、かつて最上川の東側から城下町への入り口として重要な役割を果たしており、1852年、東北地方を旅した吉田松陰が米沢の城下に入った際、松川橋を渡っている。1885年に新たに木橋（全長181 m、幅4.5 m）として整備され、1933年に現在の橋が完成。1970年に片側に歩道が増設された。映画「スウィングガールズ」のロケ地にも使用されている。

## 松川橋（長井市・川西町）
松川橋は、山形県東置賜郡川西町と、長井市にある最上川に架かる橋。山形県道248号梨郷宮内線が通る。1965年（昭和40年）12月に完成。かつては木橋が架けられていた。
周辺にはフラワー長井線の西大塚駅がある。